# Phyllostachys platyglossa
Phyllostachys platyglossa är en gräsart som beskrevs av Chao Pin Wang och Z.H.Yu. Phyllostachys platyglossa ingår i släktet Phyllostachys och familjen gräs. Inga underarter finns listade i Catalogue of Life.